# خوسيه أنخيل (لاعب كرة قدم)
خوسيه أنخيل (بالإسبانية: José Ángel Blanco Hevia)‏ هو لاعب كرة قدم إسباني في مركز الدفاع، ولد في 26 يناير 1985 في أبيط في إسبانيا. لعب مع ريال سبورتينغ خيخون ونادي كونكينسي.